# Neobisium schenkeli
Neobisium schenkeli es una especie de arácnido del orden Pseudoscorpionida de la familia Neobisiidae.

## Distribución geográfica
Se encuentra en Suiza.